# Tona, Santander
Tona là một khu tự quản thuộc tỉnh Santander, Colombia. Thủ phủ của khu tự quản Tona đóng tại Tona Khu tự quản Tona có diện tích 342 ki lô mét vuông. Đến thời điểm ngày 28 tháng 5 năm 2005, khu tự quản Tona có dân số 4988 người.